# Helmond
Helmond là một thành phố và thị xã của tỉnh Noord-Brabant, Hà Lan. Helmond gồm có cũng thành phố Helmond và làng quê Stiphout, Mierlo-Hout và Brouwhuis. Helmond ở phía của Zuid-Willemsvaart và Sông Aa. Tên của nó được đặt theo tên thấp bờ và lâu đài trung cổ.
Helmond là nỡi tiếng vì nền công nghiệp xương dẹt và nền công nghiệp kim loại. Helmond có câu lạc bộ bóng đá nổi tiếng Helmond Sport.

## Địa điểm nổi tiếng

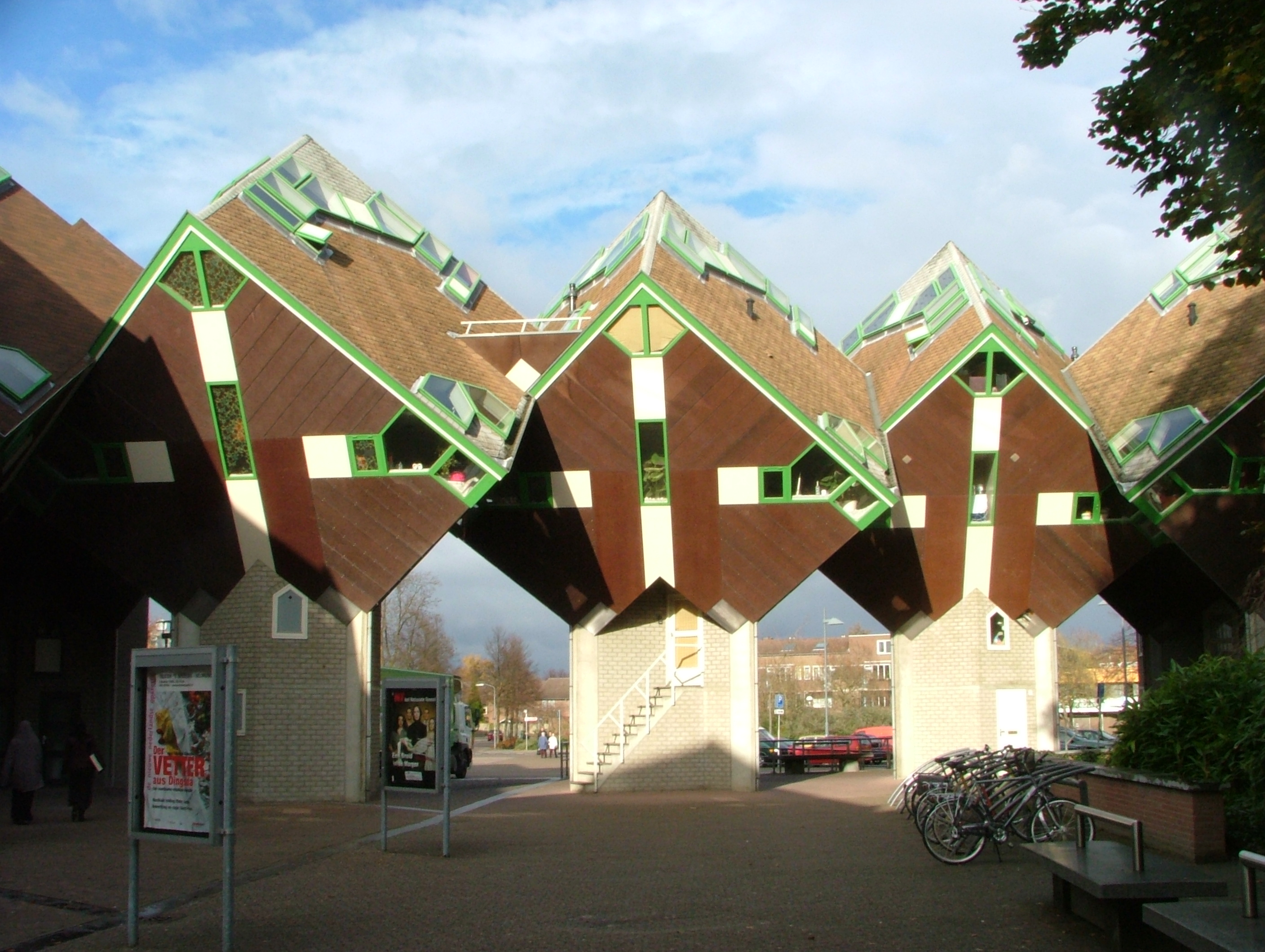
Nhà khối Helmond
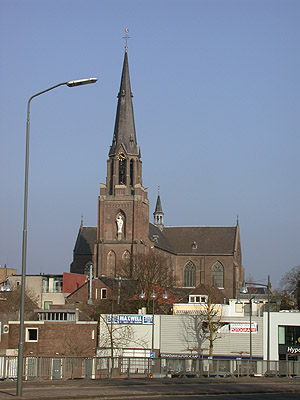
Nhà thờ Helmond